# 雷欧
雷欧（法語：Réau，法語發音：[ʁeo] ⓘ）是法国塞纳-马恩省的一个市镇，属于默伦区。

## 地理
雷欧（48°36'38"N, 2°37'25"E）面积13.32 平方千米，位于法国法蘭西島大區塞纳-马恩省，该省份为法国北部内陆省份，北起瓦兹省，西接埃松省、马恩河谷省、塞纳-圣但尼省和瓦兹河谷省，南至卢瓦雷省，东南接约讷省，东临马恩省和奥布省，东北接埃纳省。
与雷欧接壤的市镇（或旧市镇、城区）包括：塞松、耶尔河畔埃夫里格雷日、利摩日-富尔什、穆瓦西-克拉马耶勒、雅尔河畔蒙特罗、萨维尼勒唐普勒、韦尔圣但尼。

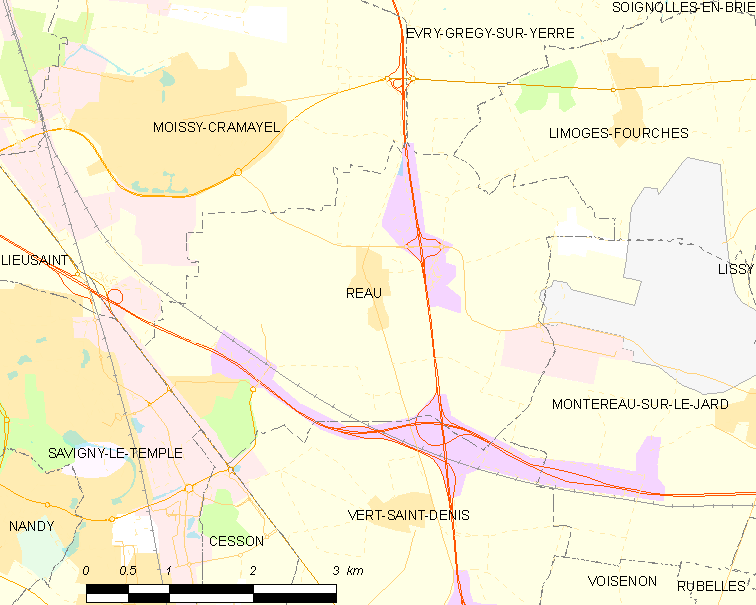
雷欧的OSM定位图

雷欧的时区为UTC+01:00、UTC+02:00（夏令时）。

## 行政
雷欧的邮政编码为77550，INSEE市镇编码为77384。

## 政治
雷欧所属的省级选区为孔布城县。

## 人口

1962-2008年间雷欧人口变化图示

雷欧于2022年1月1日时的人口数量为2045人。